# Ctenucha reductana
Ctenucha reductana là một loài bướm đêm thuộc phân họ Arctiinae, họ Erebidae.